# Raimund III. (Tripolis)
Raimund III. von Tripolis (* um 1142; † 1187 in Tripolis) war Graf von Tripolis ab 1152. Er folgte seinem Vater Raimund II., der von den Assassinen getötet wurde, und Hodierna, die für ihn während seiner Minderjährigkeit regierte. Aus dem Recht seiner Frau war er ab 1174 auch Fürst von Galiläa. Er gehört zum französischen Adelsgeschlecht Toulouse.

## Leben

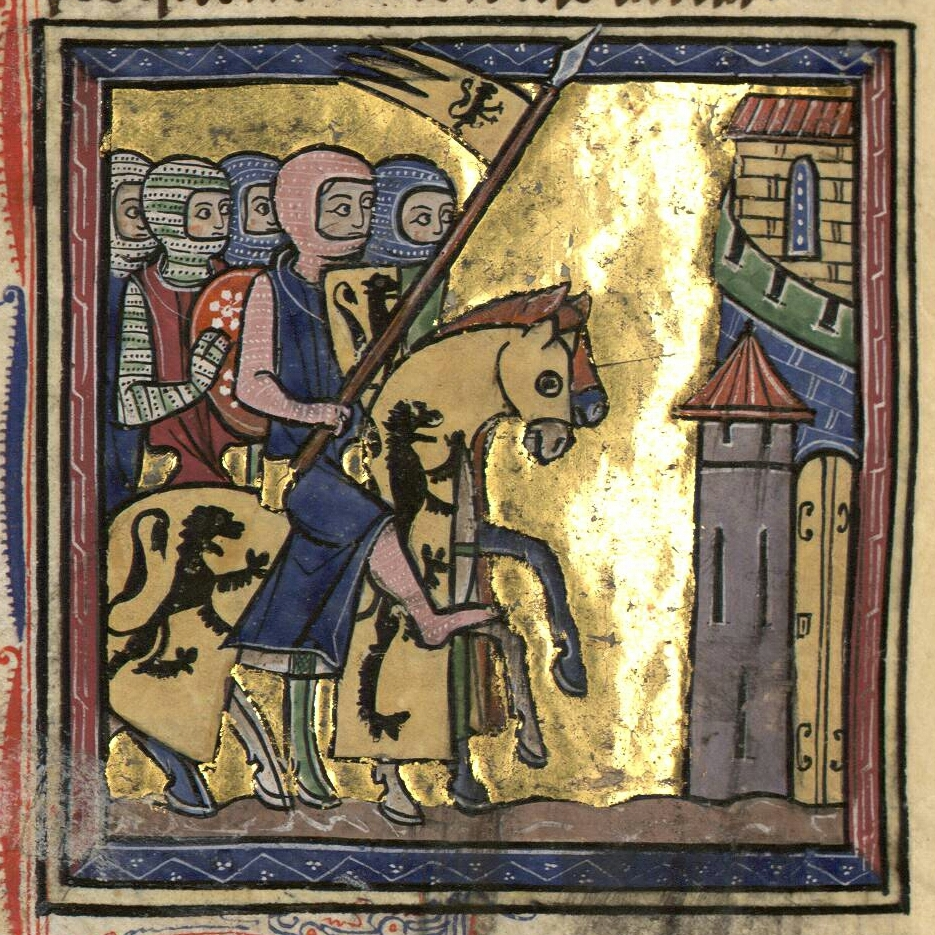
Raimund III. und Bohemund III. marschieren 1180 gegen Jerusalem, um eine Ehe der Prinzessin Sibylla zu erzwingen. Miniatur aus dem 13. Jahrhundert.

1164 wurde Raimund von Nur ad-Din gefangen genommen und zehn Jahre, bis 1174, festgehalten. In dieser Zeit war Amalrich I., König von Jerusalem, der Regent in der Grafschaft. Als Raimund freigelassen worden war, wurde er im Gegenzug Regent für Balduin IV., der ebenfalls noch zu jung zum Regieren war. Raimund heiratete Eschiva von Bures, die Witwe des Fürsten Walter von Saint-Omer von Galiläa, was ihm die Herrschaft über weite Teile des Nordens des Königreichs verschaffte, insbesondere die Festung in Tiberias am See Genezareth. Als Regent machte er 1174 Wilhelm von Tyrus zum Kanzler von Jerusalem und 1175 zum Erzbischof von Tyrus. Als Balduin IV. 1176 alt genug war, zog er sich aus der Regentschaft zurück, hatte aber weiterhin Einfluss im Königreich, der so weit ging, dass er 1177 die Ehe für Balduins Schwester Sibylle mit Wilhelm von Montferrat arrangierte. Wilhelm starb noch im selben Jahr, während Sibylle mit dem zukünftigen König Balduin V. schwanger war.
Als Urenkel von Raimund von Toulouse repräsentierte Raimund III. die lange etablierten Familien, die mit dem Ersten Kreuzzug ins Land gekommen waren und nicht nur das Land, sondern auch die regionalen Gewohnheiten übernommen hatten. Er bevorzugte eine Politik gutnachbarschaftlicher Beziehungen zu den Muslimen, die er während seiner Gefangenschaft gut kennengelernt hatte, kam aber oft in Konflikt mit den neueren Familien, zum Beispiel Rainald von Chatillon und Guido von Lusignan, sowie den Ritterorden der Johanniter und der Tempelritter, die den Muslimen feindlich gegenüberstanden und jede Gelegenheit nutzen wollten, sie zu bekämpfen.
1184 stritt Raimund mit Guido um die Regentschaft für Balduin IV., der durch seine Lepraerkrankung an der Regierung gehindert war. Raimund gewann die Auseinandersetzung mit der Zusage, zehn Jahre Regent bleiben zu können und dem Besitz der Stadt Beirut, übergab die Regentschaft dann aber an Joscelin III. Balduin IV. starb 1185, sein Neffe Balduin V. wenig später (1186). Joscelin, der unter dem Einfluss der Anhänger Rainalds und Guidos stand, machte Guido zum neuen König – woraufhin Raimund III. den Kampf aufgab und sich nach Tripolis zurückzog.
Als Saladin, sein früherer Verbündeter, wenn nicht gar Freund, das Königreich 1187 wegen Rainalds Überfällen auf die Karawanenstraßen angriff, stellte sich Raimund hinter die Kreuzritter. Saladin belagerte sofort Tiberias, wo sich Raimunds Ehefrau Eschiva aufhielt, anstatt wie erwartet das Königreich zu plündern. Dennoch vertrat Raimund die Auffassung, eine offene Feldschlacht gegen Saladin nicht wagen zu können, wogegen sich wiederum Guido stellte. Der König führte die Kreuzritter in eine wasserlose Ebene bei Tiberias, wo sie von Saladins Armee eingekesselt und in der Schlacht bei Hattin fast vollständig aufgerieben wurden. Raimund war einer der wenigen, die entkommen konnten.
Er starb später im selben Jahr an Brustfellentzündung. Zu seinem Nachfolger hatte er seinen Patensohn Raimund von Antiochia ernannt, den ältesten Sohn Bohemunds III. von Antiochia. Bereits zwei Jahre später berief Bohemund III. seinen Erben Raimund zurück nach Antiochia und setzte in Tripolis seinen jüngeren Sohn Bohemund (IV.) von Antiochia als Graf ein.
Das Fürstentum Galiläa erbte sein ältester Stiefsohn aus der ersten Ehe seiner Frau Eschiva, Hugo II. von Saint-Omer.